# Neurogenesi
La neurogenesi è il processo di formazione di nuove cellule nervose (neuroni e cellule gliali) da cellule staminali neurali o da cellule progenitrici; nel caso specifico della nascita di cellule gliali, è indicata come gliogenesi. Svolge un ruolo centrale nel neurosviluppo.
La neurogenesi, nel processo di sviluppo del sistema nervoso centrale, si affianca alla sinaptogenesi, cioè alla nascita di nuove connessioni tra i neuroni, e alla neurotrofia, cioè al processo di sostegno allo sviluppo di neuriti (i precursori dei neuroni), per cui le cellule staminali neurali sopravvivono e iniziano maggiormente a differenziarsi in nuovi neuroni. Infine, si affianca alla neuroprotezione, cioè all'insieme di azioni per contrastare o prevenire malattie neurodegenerative, e all'angiogenesi, cioè alla generazione di nuovi vasi sanguigni a partire da quelli pre-esistenti.

## Caratteristiche e stadi
Il processo di neurogenesi è molto attivo durante lo sviluppo prenatale ed è responsabile del popolamento del cervello in crescita con neuroni.
La neurogenesi avviene in misura limitata anche nell'adulto in delle zone precise del cervello, dette "zone neurogeniche". In particolare, il cervello riesce a formare nuove cellule staminali neurali (cellule non ancora differenziate) nel giro dentato, una zona della formazione dell'ippocampo che può aumentare e diminuire di volume nel tempo. La seconda zona neurogenica è la zona subventricolare.
La neurogenesi è un processo diviso in tre stadi: proliferazione cellulare (cioè il momento in cui nasce una nuova cellula staminale neurale non ancora differenziata), differenziazione neuronale (il 90% circa diventa neuriti, i precursori dei neuroni, mentre il 10% circa diventa cellule gliali) e sopravvivenza cellulare; le nuove cellule possono infatti decadere e non sopravvivere per apoptosi, cioè morte programmata delle cellule nervose. La promozione della sopravvivenza delle cellule staminali neurali fino alla nascita di un maggior numero di neuriti (neuritogenesi) è detto "neurotrofia".
La neurogenesi fornisce nuovi elementi neuronali ad un circuito, per cui può essere considerata una forma di plasticità neuronale (insieme alla plasticità sinaptica relativa all'efficienza di trasmissione sinaptica alla plasticità strutturale relativa alla loro struttura assonale o dendritica e alla plasticità intrinseca relativa alle proprietà elettriche intrinseche dei neuroni). La neurogenesi è un processo che è stato riscontrato in forma ancora potente anche negli anziani novantenni. La neurogenesi ha luogo nel giro dentato dell’ippocampo nel quale sono presenti cellule madri e neuroni immaturi dalla prima infanzia fino ai 78 anni di età.
La neurogenesi è stata osservata anche in alcuni animali (come i roditori) nel bulbo olfattivo e in alcuni esperimenti basati sul labirinto acquatico di Morris, in cui alcuni topi devono nuotare fino a trovare una piattaforma su cui possono poggiarsi.

## Incremento della neurogenesi
La neurogenesi nel giro dentato è stimolata dall'apprendimento di qualunque materia di studio, per cui nascono nuove cellule nel giro dentato; se il discente è anche motivato e riesce a gestire fattori negativi come l'ansia, l'ambiente di apprendimento è ottimale. La ripetizione, per cui avviene la memorizzazione delle informazioni nella memoria a lungo termine, permette di tenere le cellule vive e attive invece che lasciarle decadere. La forma più potente e efficace di ripetizione è la ripetizione dilazionata a intervalli crescenti, per cui si sfrutta contemporaneamente l'effetto spaziatura, l'effetto ritardo e le scoperte sulla curva dell'oblio. La ripetizione spaziata funziona con svariate materie di studio, inclusa la ginnastica e la performance musicale, e tramite i software di flashcard su mezzi portatili (e.g., smartphone), si può applicare anche all'acquisizione delle lingue straniere. Quest'ultimo, se svolto in modo costante, riesce anche a contrastare il declino cognitivo legato al decadimento del cervello durante la vecchiaia. Uno stile di vita che non è caratterizzato dal life-long learning (LLL) è il maggiore ostacolo alla neurogenesi soprattutto negli adulti.
La neurogenesi è anche migliorabile attraverso dei comportamenti nel proprio stile di vita, per cui subisce degli effetti positivi indiretti.
Infatti, è migliorabile con l'esercizio aerobico, come ad esempio la corsa: l'esercizio aerobico aumenta il numero di cellule generate e dunque il volume e la neuroplasticità nelle zone neurogeniche di questa importante area del cervello in base ai test sugli animali. Pertanto, la sedentarietà ostacola in modo indiretto la neurogenesi.
Il testosterone ha effetti sulla sopravvivenza di nuovi neuroni, cioè sul terzo stadio della neurogenesi all'interno del giro dentato e ha anche effetti neuroprotettivi. Il testosterone si può produrre naturalmente attraverso il proprio stile di vita (sonno di qualità, alimentazione e sollevamento pesi basato su carichi molto pesanti sollevati poche volte).
Un altro fattore è un buon quantitativo di sonno, siccome uno scarso sonno ostacola la neurogenesi nell'ippocampo. Pertanto, sia il sonno che un generico periodo di riposo anche breve permette il consolidamento della memoria (Karni et al., 1994); durante il sonno si consolidano sia la memoria dichiarativa (fase nREM, caratterizzata da onde delta) che procedurale (fase nREM, caratterizzata da onde gamma) e svariate teorie spiegano come si consolida (e.g., teoria opportunistica della memoria). Dunque, durante il sonno si consolida la memoria a lungo termine. In generale, un bambino e ragazzino di età scolare fino ai 12 anni dovrebbe dormire da 9 a 12 ore al giorno, mentre un adolescente fino a 18 anni dovrebbe dormire da 8 a 10 ore al giorno per evitare problemi di apprendimento e anche di altra natura, come ad esempio gli sbalzi d'umore, problemi cardiovascolari e obesità. Delle pessime abitudini di studio e l'uso eccessivo di dispositivi elettronici prima di dormire diminuiscono le ore di sonno. Dopo i 18 anni (anzianità inclusa), non esiste una stima esatta del sonno consigliato per la neurogenesi, ma in generale un adulto che dorme meno di 7 ore ha il 30% di probabilità in più di sviluppare una malattia coronarica e altre malattie annesse, per cui esiste una stima minima per non sviluppare malattie. In base all'ora in cui ci si deve svegliare ogni giorno (e.g., per andare a scuola o al lavoro), dunque si calcola all'indietro l'orario in cui andare a letto e si rende una routine fissa, per cui il ciclo circadiano non viene costantemente alterato; per esempio, un adulto che deve alzarsi alle 6:00 andrà a letto entro le 23:00. Dunque, non esiste l'orario universale migliore per andare a letto eccetto per il fatto che è sconsigliato stare sistematicamente svegli in piena notte per non scombussolare il naturale ritmo circadiano: l'orario migliore dipende in parte dalla propria età incrociata con la propria routine quotidiana. Anche la qualità del sonno è una variabile fondamentale, siccome il sonno rischia di essere disturbato anche se è svolto nella quantità necessaria: per assicurare una buona igiene del sonno, la camera deve essere completamente buia e silenziosa, totalmente senza luce naturale e luci artificiali (e.g., spie accese); inoltre, deve essere silenziosa e non si deve leggere da schermi luminosi prima di dormire. In caso si voglia leggere, si può optare per libri e documenti cartacei. Inoltre, è necessario evitare svolgere attività iperstimolanti come la ginnastica e assumere alcol e caffeina, in modo tale da limitare il risveglio prima del sonno (pre-sleep arousal, PSA). Prima di dormire, si può ascoltare musica rilassante. In sintesi, la carenza di sonno ostacola anch'essa in modo indiretto la neurogenesi insieme a una scarsa qualità del sonno.
Dopodiché, una dieta ricca di grassi non buoni e zuccheri/glucidi negli adulti ostacola la neurogenesi nell'ippocampo, oltre ad avere altri effetti negativi (e.g., rischio di sviluppare il diabete e invecchiamento della pelle tramite glicazione delle catene proteiche di collagene). Quindi, una generica restrizione calorica (i.e., una dieta ipocalorica) e l'evitamento di zuccheri aggiunti (i.e., di cibi che hanno un alto indice glicemico e che dunque portano a innalzare molto la glicemia) promuovono la neurogenesi. Anche l'abuso di alcol ostacola la neurogenesi, per cui la moderazione nel consumo di alcol promuove la neurogenesi e gli effetti benefici del consumo moderato di alcol a livello cardiovascolare. Un esempio di dieta salutare è la dieta mediterranea, a cui si aggiunge la dieta di Okinawa.
Il digiuno intermittente molto probabilmente promuove la neurogenesi in base al risultato di svariati studi scientifici sui ratti e a una revisione di studi, ma uno studio in particolare smentisce il nesso tra digiuno intermittente e neurogenesi. Le statistiche indicano che gli effetti benefici del digiuno intermittente si ottengono se si aspetta da 10 a 16 ore tra un pasto e l'altro; la colazione non andrebbe mai saltata siccome saltare la colazione aumenta il rischio di malattie cardiovascolari, per cui la soluzione migliore è fare una colazione abbondante e la cena e saltare il pranzo. Inoltre, un intervallo di 8 ore o meno tra il primo e il secondo pasto di una giornata in contesto di digiuno intermittente aumenta del 91% il rischio di morte per malattie cardiovascolari; il rischio è ancora più alto in persone già affette da malattie cardiovascolari e/o cancro; pertanto, devono passare più di 8 ore. Tuttavia, uno studio scientifico spiega che il nesso tra il digiuno intermittente e la statistica del 91% non è chiaro.
Inoltre, l'ippocampo tra le sue varie funzioni regola anche lo stress e l'ansia, ma quando i livelli di cortisolo (un ormone collegato all'ansia) sono troppo alti, lo stress e l'ansia eccessivi ostacolano la neurogenesi con un effetto soppressivo dato da fattori ambientali. Lo stress influenza tutti e tre gli stadi della neurogenesi (profilerazione cellulare, differenziazione neuronale e sopravvivenza cellulare); in particolare, la proliferazione cellulare è lo stadio più colpito, anche nel momento in cui si ha l'apprendimento. Pertanto, praticare tutte le sessioni di studio e ripasso sotto un livello di ansia e stress gestibili (se non azzerati) e l'implementazione di strategie e programmi ad hoc per ridurre lo stress e l'ansia durante l'apprendimento promuovono una maggiore neurogenesi fin dalla primissima occasione/opportunità/sessione di apprendimento. Secondo un articolo, in particolare la pratica della meditazione mindfulness contribuisce ad abbattere l'ansia, per cui la mindfulness ha un effetto positivo indiretto sulla neurogenesi e diretto in altri ambiti, come ad esempio la sinaptogenesi. Anche la respirazione lenta e profonda, insieme a simili tecniche di respirazione svolte in una posizione comoda, abbassa il livello di cortisolo e fornisce ossigeno alle cellule nervose. Un'altra pratica che abbassa il livello di cortisolo e dunque di ormone dell'ansia è l'ascolto di musica, per cui questa pratica ha un impatto positivo sulla neurogenesi; inoltre, la musica molto probabilmente influenza i livelli di testosterone ed estrogeni oltre che di cortisolo, per cui la regolazione della secrezione di questi ormoni steroidei porta alla plasticità cerebrale e facilita la neurogenesi e la riparazione delle cellule nervose. In generale, la musica è già usata per scopi terapeutici in neuropsichiatria (e.g., per curare i pazienti affetti da Alzheimer), anche se i meccanismi di azione sul cervello nella musicoterapia non sono ancora noti, e alcuni brani sono creati apposta con determinate caratteristiche per spingere ad esempio la concentrazione durante una sessione di studio (e.g., la musica Lo-Fi) o il blocco di fase neurale (Neural Phase Locking, NPL), cioè la sintonizzazione delle proprie onde cerebrali con quelle di uno stimolo esterno come ad esempio un brano musicale. Alcune compagnie producono musica per concentrazione secondo la conoscenza neuroscientifica, come ad esempio Brain.fm e Neurosity
Anche fumare tabacco in modo cronico (e dunque assumere nicotina) ostacola la neurogenesi, oltre ad avere altri effetti negativi sull'organismo.
Anche la difficoltà eccessiva dell'apprendimento impatta la neurogenesi, in particolare la proliferazione cellulare, per cui un apprendimento che procede per gradi di complessità via via crescenti è una soluzione.
Anche un ambiente ricco di stimoli ambientali (Enriched Environment, EE), in base agli esperimenti sui ratti, aumenta la neurogenesi. Un esempio di ambiente intellettualmente stimolante è una casa con una biblioteca piena di libri o un'aula Montessori.
Dopodiché, anche l'attività sessuale ha un ruolo nella neurogenesi. Gli esperimenti però si limitano ai ratti e all'osservazione degli effetti del feromone sull'ippocampo.
La dipendenza da farmaci oppioidi (e.g., antidolorifici) e altre droghe sintetiche a base di oppioidi ostacola la neurogenesi.
Infine, le cold challenge, cioè le sessioni in cui una persona si espone al freddo o si fa il bagno nell'acqua molto fredda in condizioni di sicurezza, potrebbero promuovere la neurogenesi.

### Cibi/sostanze specifiche e esperimenti
Alcuni cibi e sostanze in particolare possono potenziare la neurogenesi; alcune sostanze sono offerte in forma di oli essenziali o integratori alimentari. In generale, l'assunzione di dosi eccessive di oli essenziali per via orale o durante una sessione di aromaterapia può portare a reazioni allergiche e intossicazioni; i bambini e le donne incinte sono ancora più esposti a questi effetti collaterali. Svariati risultati preliminari sono stati ottenuti attraverso l'esame dell'ippocampo dei ratti a seguito di sperimentazione; siccome la fisiologia dei ratti non è identica a quella di Homo Sapiens, i risultati preliminari possono diventare definitivi solo a seguito di ulteriori esperimenti su soggetti umani con gruppo di controllo e doppio cieco. Alcuni cibi e sostanze specifiche che possono potenziare la neurogenesi sono:
- i carboidrati contenenti fibre (e.g., farinacei integrali, dunque non raffinati)[12]
- L'acido folico (vitamina B9),[13] contenuto in particolare nei legumi, asparagi, fegato di manzo[33] e germogli in particolare di soia e di piselli[34] o negli integratori multivitaminici, assumibili in caso di carenze nutrizionali accertate
- La cobalamina (vitamina B12),[13] contenuta in particolare nei molluschi bivalve, frattaglie, bistecche, sardine, tonno, trote e salmone[35] o negli integratori multivitaminici. La sua biodisponibilità (cioè la capacità di essere assorbita dal corpo e di essere preservata nel flusso sanguigno prima di essere smaltita dal fegato e/o dall'apparato escretore) aumenta se non si abusa di alcol, se si mantiene sano il microbiota intestinale (ovvero la flora batterica intestinale) e se i succhi gastrici vengono aumentati con l'assunzione di un cucchiaio di aceto (e dunque di acido acetico) alcuni minuti prima del pasto o durante il pasto come digestivo. La scarsa presenza di succhi gastrici e dunque di pepsina (ipocloridria) e la presenza abbondante di etanolo nel sangue sono dunque cause della scarsa biodisponibilità di vitamina B12. La flora batterica intestinale viene mantenuta con l'assunzione di probiotici di qualità (e.g., yogurt greco e cibi fermentati come il kimchi coreano) e di prebiotici, cioè alimenti (tipicamente le fibre) che contribuiscono a nutrire la flora batterica. Una nota spezia probiotica è l'aglio essiccato insieme al tubero essiccato di topinambùr,[36] alla radice della cicoria essiccata e alle foglie di dente di leone essiccate
- Il tocoferolo (vitamina E),[13] contenuto in particolare nei semi di girasole (anche tostati) e nelle mandorle (anche tostate)[37] o negli integratori multivitaminici. La vitamina E è liposolubile, per cui la biodisponibilità aumenta se si assume insieme a un pasto completo, dunque un pasto che contiene grassi sani (e.g., i grassi nelle uova strapazzate,[38] nel burro, nello yogurt non magro, in modo marginale nel latte intero[39] e nell'olio extravergine d'oliva)
- la curcumina, cioè un antiossidante estratto dalla curcuma longa.[13] La sua biodisponibilità (cioè la capacità di essere assorbita dal corpo e di essere preservata nel flusso sanguigno prima di essere smaltita dal fegato) viene massimizzata se è combinata con il pepe nero per una dose pari a un milligrammo per ogni grammo di curcuma. Il pepe nero massimizza la biodisponibilità della curcumina a causa di un alcaloide, la piperina. La varietà di pepe che contiene i valori più alti di piperina è il pepe nero (Piper nigrum), siccome ad esempio il pepe rosa ne contiene pochissima.[40] A loro volta, le varietà più piccanti di pepe nero contengono più piperina; una delle più potenti è il pepe nero dello Sri Lanka, che ha un contenuto di piperina pari al 7-15%[41] seguito dal pepe nero di Yupanqui, coltivato nella provincia di Manabi (Ecuador), che ha un contenuto di piperina pari al 7-8%; la seconda, in particolare, è una varietà premium.[42] La terza varietà è il pepe nero Tellycherry bio, prodotto in India e con una quantità di piperina pari al 6% circa.[43] Queste varietà di pepe nero sono affiancate dall'estratto di piperina prodotto a partire dal pepe nero. Il pepe nero in grani essiccati, siccome è processato di meno rispetto a quello macinato, può contenere più piperina
- i polifenoli nei mirtilli.[13] In particolare, i mirtilli contengono gli antociani,[44] dei flavonoidi (dunque dei polifenoli) che gli conferiscono il colore blu. La biodisponibilità degli antociani è estremamente scarsa, ma viene aumentata se vengono assunti all'interno di un pasto che include proteine e glucosio,[45] dunque un pasto completo. Gli estratti di mirtillo in capsule contengono gli antociani. I mirtilli, tra i polifenoli, contengono anche l'acido clorogenico, che ha effetti neuroprotettivi[46] ma non collegati alla neurogenesi. Gli antociani sono presenti anche nel vino rosso (e.g., cianidina e malvidina).[47] In generale, i flavonoidi hanno una bassa biodisponibilità; quelli con una struttura complessa e largo peso molecolare sono ancora meno biodisponibili. La biodisponibilità dei flavonoidi in generale è aumentabile con varie strategie, tra cui proprio quella di assumerli all'interno di un pasto completo.[47][48] Ad esempio, le catechine nel tè in un esperimento sui ratti sono diventate più biodisponibili se affiancate alle proteine ricche di prolina del riso cotto al vapore.[47] I polifenoli specificatamente delle bacche sono meno biodisponibili se sono consumate insieme al latte a causa dell'effetto delle proteine nel latte[48]
- il resveratrolo è un fenolo che si ritrova nella buccia dell'uva e nelle bacche promuove la proliferazione delle cellule staminali neurali e la loro sopravvivenza.[13][49][50] Il resveratrolo, oltre a trovarsi nell'uva con la buccia, si trova anche nel vino siccome è prodotto proprio a partire dall'uva. Un consumo giornaliero molto moderato di vino non ha effetti negativi sulla salute a causa dei fenoli contenuti nel vino;[51] il consumo consigliato è di un bicchiere di vino rosso (massimo due) al giorno eccetto nel fine settimana[52] e non a ridosso del sonno o prima di mettersi alla guida. In generale, i vini tendenzialmente più ricchi di fenoli di vario tipo sono i vini rossi secchi (cioè con gusto astringente a causa del basso contenuto di grammi di zucchero per litro, g/L) di qualità come i vini a base di Cabernet Sauvignon, il vino a base di nebbiolo (e.g., il Barolo classico DOCG), il Chianti classico, il Malbec, il Pinot nero, il Merlot, il Montepulciano d'Abruzzo e il Cannonau sardo,[53][54] ma il contenuto di fenoli deriva in parte anche dal clima e terreno di coltura. La biodisponibilità del resveratrolo viene aumentata dalla piperina nel pepe nero[55] oppure con la quercetina,[56] un flavonoide contenuto in particolare nell'origano messicano (detto anche "origano cubano"), nei chiodi di garofano, nel sambuco nero e nei capperi;[57] tuttavia, la biodisponibilità della stessa quercetina è minore del 10% a causa in primis della sua scarsa idrosolubilità, per cui una delle possibili soluzioni per aumentarla e godere dei suoi benefici antiossidanti è il pane cotto al vapore fortificato con una piccola quantità di estratto di quercetina[58] o il muffin contenente grassi e quercetina in polvere.[59] Il pane cotto al vapore con la quercetina, se la quantità è superiore all'1,20%, tende a ridursi di volume e ad avere una crosta dura.[58] Anche i formaggi spalmabili sono stati fortificati con quercetina.[60] La quercetina nelle bevande aumenta di biodisponibilità se si aggiunge anche la pectina, un gelificante naturale ricavato dalla mela.[59] Il resveratrolo nel vino si misura in milligrammi per litro (mg/L). Il resveratrolo in isolamento viene venduto in capsule, in gocce o in polvere
- il sulforafano assorbito attraverso le crucifere,[13] in particolare nei germogli di broccolo (possiedono da 10 a 100 volte la quantità di sulforafano nei broccoli maturi)[61] e nei cavoletti di Bruxelles.[62] Le crucifere contengono il precursore del sulforafano, cioè la glucorafanina, che diventa sulforafano solo quando reagisce con un enzima, la mirosinasi.[63] Per aumentare la biodisponiblità della glucorafanina, i germogli si possono tagliare alcuni minuti prima di cuocerli, si possono cuocere al vapore invece che bollire e devono possono consumare insieme ai semi di senape[64] masticati o triturati al momento del consumo, ravanelli o salsa wasabi siccome questi ultimi contengono mirosinasi. Tra le varietà di semi di senape, quelli con maggiore contenuto di mirosinasi sono i semi di senape marrone rispetto a quelli di senape nera e gialla; inoltre, i semi di senape marrone e nera hanno un contenuto di mirosinasi più resistente alla pressione e al calore.[65] Alcuni integratori di sulforafano sono a base di estratto di germogli di broccoli in polvere, tuttavia il consumo di germogli di broccolo freschi porta a una biodisponibilità assai maggiore del sulforafano e erucina rispetto al consumo dell'integratore.[66] I germogli di broccolo, se coltivati nei barattoli per la germogliazione sterilizzati con acqua e un cucchiaio di aceto, hanno la massima concentrazione di sulforafano tra il 3° e il 5° giorno di crescita[67]
- gli acidi salvianolici contenuti nella salvia[13] (in particolare nella radice della Salvia miltiorrhiza,[68] cioè la salvia rossa o "salvia cinese"). Ad esempio, l'acido salvianolico B (Sal B) ha promosso la proliferazione di cellule staminali neurali nei ratti colpiti da ischemia cerebrale transitoria, cioè da un ictus nell'arco di 4 settimane. L'acido salvianolico B ha agito attraverso il percorso PI3K/Akt, dal nome di una proteina (AKT).[69] La radice della salvia rossa viene venduta essiccata e triturata, altrimenti viene venduto direttamente l'estratto di radice da versare in gocce nell'acqua. Oltre alla radice di salvia miltiorrhiza, gli acidi salvianolici sono presenti nell'estratto acquoso di rosmarino (e.g., infuso, tè o olio essenziale), nella brunella (Prunella vulgaris), nella menta[70] e nell'origanum elongatum.[71] Quest'ultimo è una varietà di origano che cresce nelle zone montuose del nordest del Marocco e il suo consumo è considerato sicuro in base agli esami tossicologici.[72] Simili spezie, se inserite in un infuso di acqua calda, hanno oli volatili che si disperdono nell'aria a meno che l'infuso si copre con un coperchio durante l'infusione; inoltre, le spezie fresche preservano più componenti rispetto a quelle essiccate e macinate
- La berberina è un alcaloide vegetale che lenisce gli effetti inibitori sulla neurogenesi del corticosterone (CORT) e la depressione annessa all'uso del corticosterone, in base a quanto osservato sui ratti.[69][73] La berberina tuttavia è scarsamente biodisponibile siccome l'assorbimento da parte del corpo umano e la permanenza nel sangue sono limitate, per cui la sua biodisponibilità viene aumentata dalla piperina nel pepe nero[74]
- gli acidi grassi polinsaturi (PUFA) di tipo ω-3 (Omega-3),[13] reperibili in particolare nella pelle dei pesci (e.g., sgombro e salmone), nei semi di chia (Salvia hispanica) macinati prima del consumo, nell'olio di semi di lino, nei semi di lino, nel generico olio di pesce e nell'olio di fegato di merluzzo venduto anche in capsule per essere ingoiato senza sopportare il suo gusto molto forte. La biodisponibilità delle catene di Omega-3 viene aumentata se l'olio che lo contiene non viene surriscaldato ad alte temperature; le catene di Omega-3 sono più biodisponibili anche quando non vengono assunti insieme a troppe fibre e se all'interno di un pasto vengono accompagnate all'assunzione di altri grassi sani,[75] come ad esempio i grassi sani presenti nell'olio extravergine d'oliva, nelle noci e negli avocado. Infine, l'Omega-3 nei semi di lino e di chia è più biodisponibile se i semi vengono macinati appena prima del consumo, in modo tale da danneggiarne l'involucro protettivo esterno insieme alla masticazione. Tuttavia, gli Omega-3 di origine vegetale sono già in partenza meno biodisponibili siccome l'acido alfa-linoleico (ALA) deve essere convertito in EPA e DHA (acido eicosapentaenoico e acido docosaesaenoico, cioè i due tipi di grassi Omega-3 associati alla salute cerebrale e cardiovascolare) e il processo di conversione dell'ALA in EPA e DHA è poco efficace; di contro, l'Omega-3 contenuto nel pesce grasso e nell'olio di pesce è già composto da EPA e DHA
- il rizoma essiccato di Acorus tatarinowii (detto anche "Rhizoma Acori tatarinowii") promuove la proliferazione di cellule staminali neurali nei ratti attraverso l'asarone, un tipo di fenilpropanoide[76]
- l'olio essenziale di semi di cartamo nei ratti ha mostrato un incremento della proliferazione di cellule staminali neurali nell'arco di 8 settimane (circa 2 mesi) probabilmente a causa dell'acido linoleico e dell'acido palmitico naturali.[77] L'acido linoleico è molto presente nell'olio essenziale di semi di cartamo ma anche nell'olio di semi di papavero e nell'olio di semi d'uva. L'acido palmitico è fortemente presente nell'olio di palma (il tipo è l'acido palmitico saturo C16), tuttavia il consumo eccessivo di olio di palma a causa del suo alto contenuto di acidi grassi saturi provoca la colesterolemia
- lo zenzero migliora la neurogenesi nei ratti affetti da diabete.[78][79] lo zenzero indonesiano (Zingiber purpureum Roscoe, detto anche "Bangle") promuove la proliferazione di cellule staminali neurali in base a osservazioni di queste ultime in vitro e appartenenti sia a feti umani che al cervello dei ratti.[80] In generale, i polifenoli nello zenzero sono più biodisponibili se affiancati a una dieta ricca di fibre, grassi, proteine e minerali rispetto a una dieta standard[48]
- la baicalina contenuta nella Scutellaria baicalensis Georgi[68]
- i polisaccaridi contenuti nel Panax Notoginseng,[68] detto anche "ginseng cinese" o "ginseng tienchi" (田七) o "san qi" (三七). La radice del panax notoginseng viene solitamente venduta in polvere o affettata e essiccata; più raramente, l'estratto viene venduto in gocce
- I polisaccaridi contenuti nelle bacche di goji.[68] Le bacche di goji vengono vendute essiccate, in forma di succo o in polvere
- I polisaccaridi contenuti nel frutto di Mori fractus (森喜郎山萸 Sēn Xǐ Láng Shān Yú)[68]
- un glicoside nel Cornus officinalis o "corniolo del giappone" (山茱萸 Shān Zhū Yú) che, nonostante il nome, è originario della Cina[68]
- Gli alcaloidi nel Banisteriopsis caapi, una pianta amazzonica, stimola sia la proliferazione di cellule staminali neurali che la loro differenziazione sia nella zona subgranulare del giro dentato che nella zona subventricolare; l'osservazione è stata effettuata in vitro. Questa pianta è usata per produrre un infuso psicotropo e allucinogeno detto Ayahuasca, usato nei rituali.[81] Una trattazione molto vasta sugli effetti delle sostanze psichedeliche sulla neurogenesi è contenuta in Lima da Cruz, Leão e Moulin (2024); i loro effetti dipendono in parte dal dosaggio, età e dall'esposizione neonatale[82]
- L'Hericium erinaceus, detto anche "criniera di leone" o "yamabushikate", è un fungo medicinale commestibile che promuove la neurogenesi[83] nei ratti durante il loro invecchiamento, per cui sviluppano fragilità.[84] Inoltre, nei ratti con malattie neurodegerative come il Parkinson, l'Alzheimer e l'ictus ha ritardato la morte delle cellule cerebrali e promosso la crescita dei nervi.[85] L'estratto di hericium erinaceus viene solitamente venduto in capsule o in polvere
- L'estratto di Gingko biloba probabilmente promuove la proliferazione di cellule staminali neurali nel giro dentato dei ratti.[86][87][88] L'estratto di gingko biloba viene venduto in gocce, in polvere o in compresse ingeribili
- La Cuscuta japonica Choisy probabilmente migliora la neurogenesi ippocampale nei ratti se somministrata disciolta nell'acqua (e dunque oralmente) nell'arco di 3 settimane.[89] Anche la Cuscuta australis promuove la neurogenesi[90]
- La Bacopa monnieri è una pianta già usata dalla medicina ayurvedica in India che ripristina la neurogenesi nel giro dentato nei ratti maschi colpiti da encefalopatia epatica moderata; il ripristino è avvenuto attraverso un estratto della Bacopa monnieri detto CDRI-08.[91] Inoltre, promuove la neurogenesi anche nel giro dentato dei ratti adolescenti, ma non in quelli adulti.[92] L'estratto di bacopa monnieri viene solitamente venduto in capsule, inoltre svariati integratori che favoriscono la memoria uniscono il Gingko biloba, la Bacopa monnieri e il ginseng
- L'estratto di Knema laurina promuove la neurogenesi a seguito di deprivazione di ossigeno e glucosio delle cellule neurali se viene somministrato ai ratti colpiti da fenomeni simili a un infarto (stroke-like injury). La Knema laurina è una pianta tropicale selvatica tipica della foresta pluviale della Malesia[93]
- L'estratto di Glehnia littoralis promuove la neurogenesi nel giro dentato della formazione ippocampale nei ratti adulti. Infatti, la Glehnia littoralis contiene fattori neurotrofici che agiscono insieme a un tipo di chinasi, la proteina TrkB.[94]
- L'estratto di Angelica sinensis (当归, Dang Gui o "Dong Quai" o "angelica cinese") promuove la neurogenesi nel giro dentato della formazione ippocampale nei ratti colpiti da ischemia cerebrale globale transitoria. L'angelica sinensis è un'erba tradizionalmente usata nella medicina cinese per trattare l'infarto ischemico.[95] Un altro studio sulla radice dell'angelica sinensis è arrivato a un risultato simile.[96] L'estratto di angelica cinese viene venduto in forma di olio essenziale; in alternativa, la radice viene essiccata e macinata in polvere
- L'estratto di Oenanthe javanica promuove la proliferazione di cellule staminali neurali nel giro dentato dei ratti adolescenti.[97] Questo effetto è stato osservato anche nei ratti colpiti da infarto miocardico 14 dopo l'infarto.[98] L'Oenanthe javanica, detta anche "sedano d'acqua", "sedano cinese", "centella indiana" e "prezzemolo giapponese", è una pianta acquatica perenne che è usata sia in medicina e le cui foglie sono usate come condimento nella cucina coreana[97]
- La schisandra chinensis secondo Cai (2020) promuove la neurogenesi nel giro dentato dei ratti attraverso due sostanze, la schisandrina A e B (Sch A, Sch B). La pianta è usata in Asia come nootropo, cioè per aumentare le prestazioni mentali.[99] Un ulteriore esperimento di Cai (2022) ha approfondito le proprietà della schisandra chinensis. In particolare, la schisandrina B è la sostanza più potente e influenza tutte le fasi della neurogenesi in vitro.[100] L'estratto del frutto di schisandra chinensis viene solitamente venduto in capsule
- L'acido gallico, un acido fenolico, promuove la neurogenesi nel giro dentato dei ratti e può alleviare i sintomi del morbo di Alzheimer.[101] L'acido gallico è estratto dalla galla e presente anche nelle foglie di cicoria verde e rossa non cotte, nella salvia e origani secchi, nel vino rosso e nel tè nero e, in misura minore, nel tè verde e tè oolong prodotto in Cina; tuttavia, i due alimenti in cui è maggiormente presente sono i chiodi di garofano e le castagne crude.[102] L'acido gallico è già in natura molto biodisponibile[103]
- L'estratto di foglie di centella asiatica (o "Gotu Kola"), già usato dalla medicina ayurvedica, promuove la differenziazione delle cellule staminali neurali nei ratti a causa dei triterpenoidi pentaciclici che contiene[104]
- L'acido oleanolico, anch'esso un triterpenoide pentaciclico, promuove la differenziazione delle cellule staminali neurali in neuroni nei feti di ratti. La sostanza si trova in piante come l'Olea europaea, il Viscum album L. e il Ligustrum lucidum; quest'ultimo è usato dalla medicina tradizionale cinese[105]
- L'RPh201, una sostanza estratta in origine dalla Regenera Pharma dal mastice di Chio, ha effetti neurorigenerativi e neuroprotettivi sui ratti ed è utilizzata per curare l'Alzheimer. L'RPh201 è stata testata anche su esseri umani che l'hanno assunta tramite iniezione due volte a settimana per 26 settimane, cioè quasi 6 mesi, con risultati promettenti. Lo studio, svolto in un primo momento in fase I,[106] è stato seguito dalla pubblicazione della fase II, che ha mantenuto i risultati promettenti[107]
- Il 六味地黃湯 Liū Wèi Dì Huáng Tāng, un decotto appartenente alla medicina tradizionale cinese usato per trattare le complicazioni da diabete e glomerulonefrite, ha promosso la neurogenesi nell'ippocampo in base agli esperimenti sui ratti. Le erbe usate nei decotti sono capaci di secernere fattori neurotrofici, come ad esempio i fattori della crescita neurale. Per esempio, attraverso le classiche vie della chinasi (classic kinase pathways) come la PI3K/Akt o la MEK/ERK, viene promossa la neurogenesi ippocampale. Tuttavia, in generale, le ricette dei decotti della medicina tradizionale cinese sono molto complesse, per cui è difficile capire quale componente ha inciso direttamente sulla neurogenesi; la ricerca scientifica pregressa sulle sostanze neurogeniche tuttavia può fornire alcuni dati o ipotesi su quale sia. I decotti tipicamente contengono foglie, radici, tuberi, semi e rizomi. Gli ingredienti secchi hanno tutti delle precise dosi.[68] Taluni decotti sono venduti sotto forma di integratori in pillole o in polvere. Il Liū Wèi Dì Huáng Tāng contiene la corteccia essiccata di peonia moutan (牡丹皮), la radice di Rehmannia glutinosa (熟地) tostata fino ad assumere un aspetto quasi carbonizzato, le bacche di Cornus officinalis (山茱萸肉), il rizoma di Alisma orientalis (泽泻), la patata dolce e il fungo Poria cocos (茯苓), detto anche "pane indiano" o "tuckahoe"[108]
- Anche il Kami-ondam-tang (加味溫膽湯 Jiā Wèi Wēn Dǎn Tāng), un altro decotto appartenente alla medicina tradizionale cinese, ha promosso la neurogenesi nel giro dentato nei ratti nell'arco di 2 settimane.[68] Il decotto contiene la buccia di mandarino essiccata, il tubero della pinellia ternata (半夏) messo a bagno, il fungo Poria cocos (白茯苓), la liquirizia tostata (per cui tende a perdere la glicirrizina, cioè diventa liquirizia deglicirrizinata), il Citrus aurantium (枳实), i trucioli di bambù (竹茹), il ginseng, la radice di bupleuro o "Bupleurum chinense" (柴胡), il tubero di Cyperus rotundus (香附), l'Ophiopogon japonicus (麦门冬; nella medicina tradizionale si possono usare sia la pianta che il tubero) e la radice di Platycodon grandiflorus (桔梗); alcuni testi di medicina tradizionale danno delle varianti della ricetta[109]
- Anche il kami-shoyo-san (加味逍遙散 Jiā Wèi Xiāo Yáo Sàn) ha promosso la neurogenesi nei ratti sottoposti a stress. La kami-shoyo-san è formata dal rizoma di zenzero, menta, radice di peonia,[68] fungo poria cocos, Atractylodes macrocephala arrostita, il bupleuro, la corteccia di peonia moutan, la gardenia arrostita e la liquirizia tostata[110]
- Anche il decotto Buyang Huanwu (補陽還五湯 Bǔ Yáng Huán Wǔ Tāng) promuove la neurogenesi nei pazienti colpiti da un'ischemia. Nei ratti, ha promosso la neurogenesi a seguito di infarto. Il decotto contiene l'astragalo (黄芪), la radice di angelica sinensis (当归尾) avente proprietà neurogeniche, la radice di peonia rossa (赤芍), il Ligusticum striatum (川芎), il cartamo (红花) avente proprietà neurogeniche e il nocciolo di pesca (桃仁). La ricetta originale preveda l'inserimento di lombrichi di tipo Lumbricus rubellus ripuliti dal terriccio (地龙, 去土) nel decotto, ma i test hanno dimostrato che non sono necessari.[68]
- Anche il decotto Ninjinyoeito (NYT, 人參養榮湯 Rén Shēn Yǎnɡ Rónɡ Tānɡ), composto da 12 erbe, inibisce gli effetti inibitori del corticosterone (CORT) sulla proliferazione di cellule staminali neurali nella formazione ippocampale dei ratti, oltre a diminuire la depressione nei pazienti affetti dal morbo di Alzheimer. Il decotto contiene il ginseng, il rizoma di Atractylodes macrocephala (白朮 oppure 白术), il fungo poria cocos, la buccia di mandarino e la radice di astragalo, di angelica sinensis, di peonia bianca, di liquirizia e di Rhemannia (熟地黄), la schisandra chinensis avente proprietà neurogeniche, la scorza di cannella (桂心) e la poligala asiatica (远志).[111] Questo decotto è stato progettato originariamente per molti altri utilizzi, come ad esempio la sudorazione notturna, anemia e anoressia nervosa[112]
- Anche il decotto Sipjeondaebo-tang fermentato (in coreano e sinogrammi: 십전대보탕, 十全大補湯, Shí Quán Dà Bǔ Tāng) promuove la proliferazione di cellule staminali neurali e la loro sopravvivenza nei ratti trattati con la scopolamina (SCO), un alcaloide allucinogeno che induce uno stato d'amnesia.[113] La versione originale della ricetta, detta anche 十全大补丸 Shí Quán Dà Bǔ Wán siccome si può assumere in pillole, si trova in un ricettario in 10 libri compilato durante la Dinastia Song, il Formulario della Grazia imperiale (太平惠民和剂局方, Tài píng huìmín héjì júfāng), e contiene la radice di astragalo, la radice di angelica sinensis, la radice di ginseng, la corteccia di Cinnamomum cassia (o "cannella cinese" o "Cinnamomum aromatica", 肉桂), la radice di Rehmannia tostata, la radice di peonia, il rizoma del Ligusticum walliichii (川芎), il fungo Poria cocos, la radice di liquirizia cinese e il rizoma di Atractylodes macrocephala.